# Thái Anh Văn (huấn luyện viên)
Thái Anh Văn là một huấn luyện viên bóng chuyền quốc gia Việt Nam. Ông trở thành HLV trưởng đội Câu lạc bộ bóng chuyền Thể Công kể từ mùa giải 2021 sau một thời gian nắm giữ đội trẻ và phụ trách chuyên môn tuyến 1 của đội này. Trước đó ông từng chơi ở vị trí chủ công của Câu lạc bộ bóng chuyền Thể Công giai đoạn 1997-2009. Thái Anh Văn xuất thân là tài năng trẻ của bóng chuyền nam Việt Nam với kỷ lục 6 lần vô địch quốc gia trong màu áo Thể Công, liên tục có mặt trong đội tuyển quốc gia giai đoạn 1999-2004 và là huấn luyện viên giải bóng chuyền vô địch quốc gia Việt Nam hiện nay.

## Xuất thân
Trung tá Thái Anh Văn sinh ngày 25/04/1980, tại Đồng Xuân, Hoàn Kiếm, Hà Nội. Quê ngoại ở phường Phúc Xá, quận Ba Đình thuộc khu vực bãi sông nên từ khi còn nhỏ, ngoài giờ học, Thái Anh Văn thường xuyên chèo thuyền chở khách qua sông Hồng và làm các công việc phụ giúp gia đình như đánh bắt cá, tôm, trồng rau.
Năm 14 tuổi, Thái Anh Văn trúng tuyển vào lớp năng khiếu bóng chuyền Thể Công. Trong môi trường quân đội, được đào tạo và rèn luyện bởi HLV Bùi Quang Ngọc, những cầu thủ như Duy Quang, Minh Dũng, Văn Thành và Thái Anh Văn nhanh chóng trở thành lứa cầu thủ thế hệ vàng của bóng chuyền Thể Công nói riêng, bóng chuyền Việt Nam nói chung. Trong một thời gian khá dài, lứa cầu thủ này thi đấu nổi bật ở bóng chuyền Việt Nam, với 5 năm liền vô địch giải trẻ toàn quốc, 6 lần đoạt chức vô địch quốc gia.
Gia đình Thái Anh Văn có 3 chị em, đều có chiều cao vượt trội. Chị gái và em trai làm nghề tiếp viên hàng không, chị gái là Thái Thanh Hương từng đoạt giải á khôi thể thao toàn quốc năm 1995. Năm 2000, chị gái bàn với gia đình quyết định cho Văn học nghề phi công. Mặc dù có giao động tư tưởng nhưng nhờ huấn luyện viên Bùi Quang Ngọc động viên tiếp tục theo nghiệp bóng chuyền. Thái Anh Văn quyết định đi theo con đường quân nhân chuyên nghiệp.
Trong thời gian thi đấu trong màu áo Thể Công, Thái Anh Văn vẫn thường xuyên theo chị gái và người mẫu Thúy Hằng, Thúy Hạnh, Tôn Hiếu Anh… chạy sô biểu diễn, làm người mẫu thời trang khắp các sân khấu tại Hà Nội. Thái Anh Văn đã tốt nghiệp khóa người mẫu thời trang.

## Vận động viên
Năm 1997, khi 17 tuổi, Thái Anh Văn được đưa lên đội một tham dự giải bóng chuyền các đội mạnh toàn quốc tại Hải Dương.
Thái Anh Văn là cầu thủ đa năng, thường xuyên tung ra những quả đập mạnh cả trước lẫn sau vạch 3 mét. Nhờ có chiều cao vượt trội, sức bật tốt, tầm quan sát rộng. Những quả bỏ nhỏ cũng không kém phần hiệu quả… Nhờ vậy, có tới 5 lần chủ công này được bầu chọn danh hiệu cầu thủ xuất sắc nhất giải.
Tại mùa giải 2002, Chính Tổng Thư ký Hà Mạnh Thư cũng cho rằng: "Hai gương mặt đáng xem nhất trong giải này là Thái Anh Văn (số 1) và Duy Quang (số 10) của đội Thể Công. Không chỉ ổn định về phong độ, cả hai tuyển thủ quốc gia này đều tạo được nét riêng đột phá khi thực hiện cực tốt những quả nhảy cao phát bóng ăn điểm trực tiếp. Tuy nhiên, những VĐV như thế còn quá hiếm hoi".
Năm 2009, Thái Anh Văn quyết định thôi làm vận động viên tại Giải bóng chuyền vô địch quốc gia Việt Nam ở tuổi 29.
Năm 2011, được sự ủng hộ của bầu Pháp - Tập đoàn Đức Long Gia Lai cùng huấn luyện viên Bùi Quang Ngọc, Thái Anh Văn một lần nữa trở lại với nghiệp cầu thủ bóng chuyền trong màu áo của đội Đức Long Gia Lai. Thái Anh Văn đã thực hiện giảm cân từ 105kg xuống còn 85kg như trước. Ngay trong năm đầu tiên trình làng tại giải bóng chuyền hạng A (2011), Đức Long Gia Lai với những hảo thủ Nguyễn Hữu Hà, Văn Thành, Anh Văn, Hồng Thái, Văn Toại, Văn Sang… đã cán đích ở vị trí thứ 2, cùng với Maseco TP.HCM giành quyền thăng hạng, thi đấu ở Giải bóng chuyền vô địch quốc gia Việt Nam 2012  và đã xuất sắc giành ngôi vị Á quân.

## Huấn luyện viên
Sau 1 năm trở lại thi đấu, Thái Anh Văn chuyển sang làm huấn luyện viên phó Câu lạc bộ bóng chuyền Thể Công giai đoạn 2012-2014. Từ năm 2015, Thái Anh Văn trở thành huấn luyện trưởng đội trẻ Thể Công.
Cuối năm 2020, Thái Anh Văn chính thức trở thành huấn luyện viên trưởng của Thể Công với kỳ vọng đưa đội bóng chuyền này vào Tốp 4 đội mạnh nhất sau hai mùa giải 2019, 2020 không thể lọt vào bán kết. HLV Thái Anh Văn hiểu những khó khăn mà đội bóng đang gặp phải, với tư duy tập thể đặt lên trên cá nhân ông đã bắt đầu để lại dấu ấn của mình ở giải đấu năm 2021 khi hoàn thành tốt hơn mục tiêu đề ra là lọt vào top 4 đội mạnh nhất giải VĐQG 2021.
Tại giai đoạn 1 Giải bóng chuyền vô địch quốc gia Việt Nam 2021, Thể Công nằm cùng với đương kim vô địch Sanet Khánh Hòa, đội hạng 4 Biên Phòng và các đội Bình Dương, Bến Tre. Sau trận ra quân thua sát nút 2-3 trước đương kim vô địch, HLV Thái Anh Văn đã có chiến thuật hợp lý để Thể Công giành chiến thắng các đội còn lại và giành vé vào dự bán kết cúp Hùng Vương 2021. Giai đoạn 2, Thể Công cùng bảng với những đối thủ được dự báo khó chơi hơn là đội hạng ba Tràng An Ninh Bình và á quân Maseco Tp. Hồ Chí Minh, nhưng thật bất ngờ, Thể Công trong tay HLV Thái Anh Văn không chỉ hoàn thành mục tiêu vào Bán kết, mà còn đứng vị trí số 1 bảng đấu. Qua đó đội bóng áo lính tránh được nhà đương kim vô địch Sanest Khánh Hòa và Thể Công còn vươn tới mục tiêu cao hơn mong đợi là ghi tên mình vào chơi trận Chung kết năm 2021.

## Thành tích
Thành tích vận động viên
- Vận động viên xuất sắc nhất Giải bóng chuyền vô địch quốc gia Việt Nam các năm: 2000, 2001, 2002, 2003, 2005, 2007.
- Vận động viên chắn bóng xuất sắc nhất Giải Bóng chuyền các đội mạnh- Cúp cơ điện Trần Phú 2006.[7]

Thành tích tập thể đội bóng
- Vô địch các mùa giải: 2000, 2001, 2002, 2003, 2005, 2007.[8][9]
- Á quân các mùa giải: 2004, 2006, 2008.
- Hạng ba các mùa giải: 2009.

Tại Giải bóng chuyền cúp Hoa Lư:
- Vô địch các mùa giải: 2004
- Hạng ba các mùa giải: 2009

Tại Giải bóng chuyền cúp Hùng Vương:
- Vô địch các mùa giải: 2005, 2006, 2007
- Á quân các mùa giải: 2009

Các giải khác:
- Vô địch giải bóng chuyền hữu nghị quân đội ASEAN 2004.
- Vô địch Giải bóng chuyền các đội mạnh- cúp cơ điện Trần Phú 2006.[10][11]

Thành tích huấn luyện viên
- Á quân Giải bóng chuyền vô địch quốc gia Việt Nam 2021
- Á quân giải bóng chuyền Cúp Quân đội mở rộng năm 2020 tại Gia Lai.[12]
- Á quân Giải bóng chuyền cúp Hoa Lư 2021
- Hạng ba Giải bóng chuyền trẻ toàn quốc năm 2020.[13]
- Hạng ba Giải vô địch bóng chuyền trẻ toàn quốc 2020
- Hạng ba Giải bóng chuyền trẻ các câu lạc bộ 2019, 2020